# Angel in the Snow
Angel in the Snow — пісня новерзького гурту a-ha з альбому Memorial Beach, випущена 6 вересня 1993 року. Сингл мав назву «Angel».

## Музиканти
- Пол Воктор-Савой (Paul Waaktaar-Savoy) (6 вересня 1961) — композитор, гітарист, вокалист.
- Магне Фуругольмен (Magne Furuholmen) (1 листопада 1962) — клавішник, композитор, вокаліст, гітарист.
- Мортен Гаркет (Morten Harket) (14 вересня 1959) — вокаліст.

## Композиції

### CD1
| #  | Назва                           | Тривалість |
| -- | ------------------------------- | ---------- |
| 1. | «Angel (Acoustic Instrumental)» | 4:05       |
| 2. | «Stay on These Roads»           | 4:45       |
| 3. | «Manhattan Skyline»             | 4:52       |
| 4. | «Scoundrel Days (Live)»         | 4:46       |

### CD2
| #  | Назва                                | Тривалість |
| -- | ------------------------------------ | ---------- |
| 1. | «Angel (Edit)»                       | 3:45       |
| 2. | «The Sun Always Shines on TV (Live)» | 4:53       |
| 3. | «I Call Your Name (Live)»            | 4:42       |
| 4. | «Early Morning (Live)»               | 3:40       |